# Fountain (Minnesota)
Fountain es una ciudad ubicada en el condado de Fillmore en el estado estadounidense de Minnesota. En el Censo de 2010 tenía una población de 410 habitantes y una densidad poblacional de 190,73 personas por km².

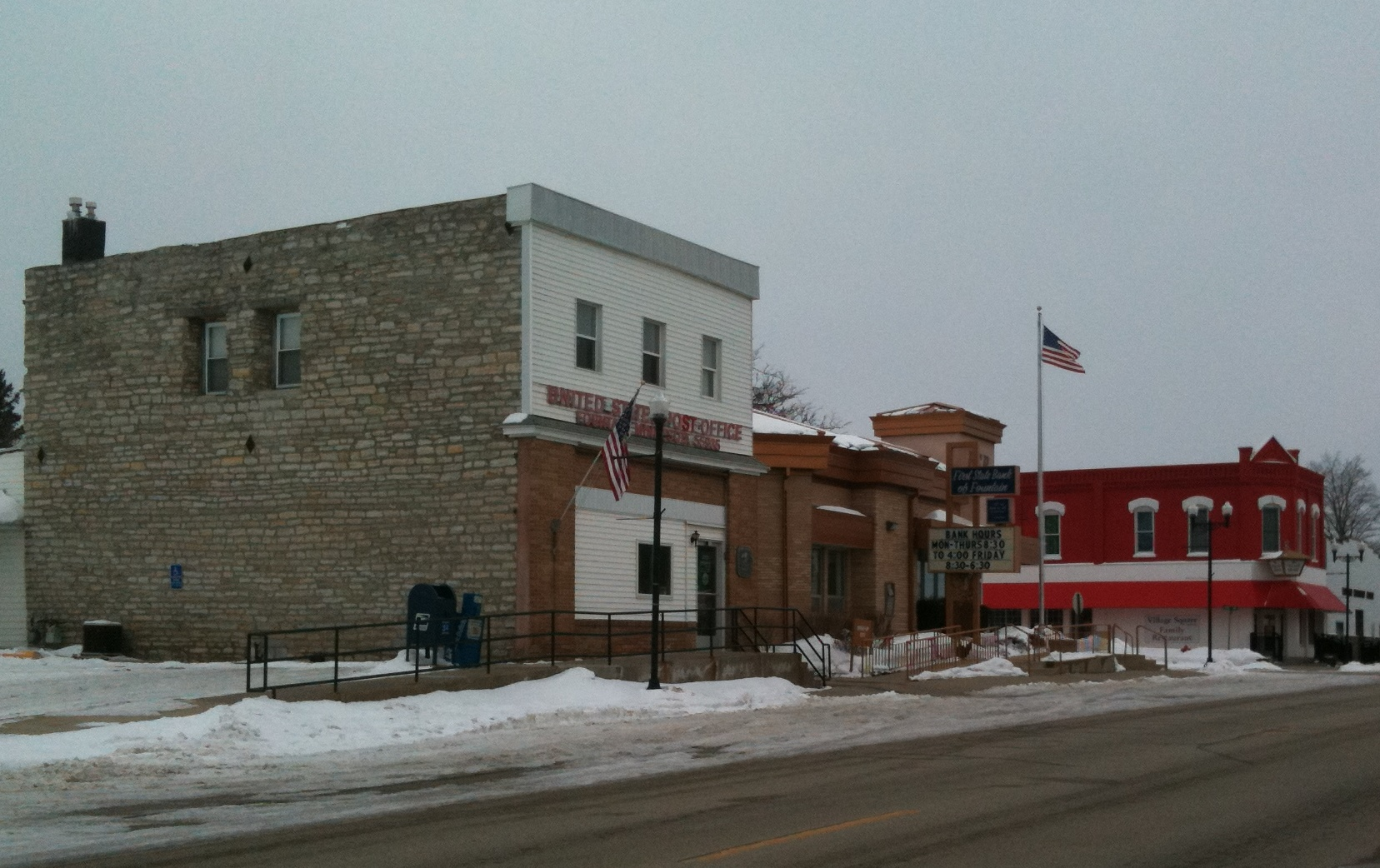

## Geografía
Fountain se encuentra ubicada en las coordenadas 43°44′29″N 92°8′3″O / 43.74139, -92.13417. Según la Oficina del Censo de los Estados Unidos, Fountain tiene una superficie total de 2.15 km², de la cual 2.15 km² corresponden a tierra firme y (0%) 0 km² es agua.

## Demografía
Según el censo de 2010, había 410 personas residiendo en Fountain. La densidad de población era de 190,73 hab./km². De los 410 habitantes, Fountain estaba compuesto por el 98.05% blancos, el 0% eran afroamericanos, el 0.24% eran amerindios, el 0.49% eran asiáticos, el 0% eran isleños del Pacífico, el 0.73% eran de otras razas y el 0.49% pertenecían a dos o más razas. Del total de la población el 1.95% eran hispanos o latinos de cualquier raza.